# 乌马塔克

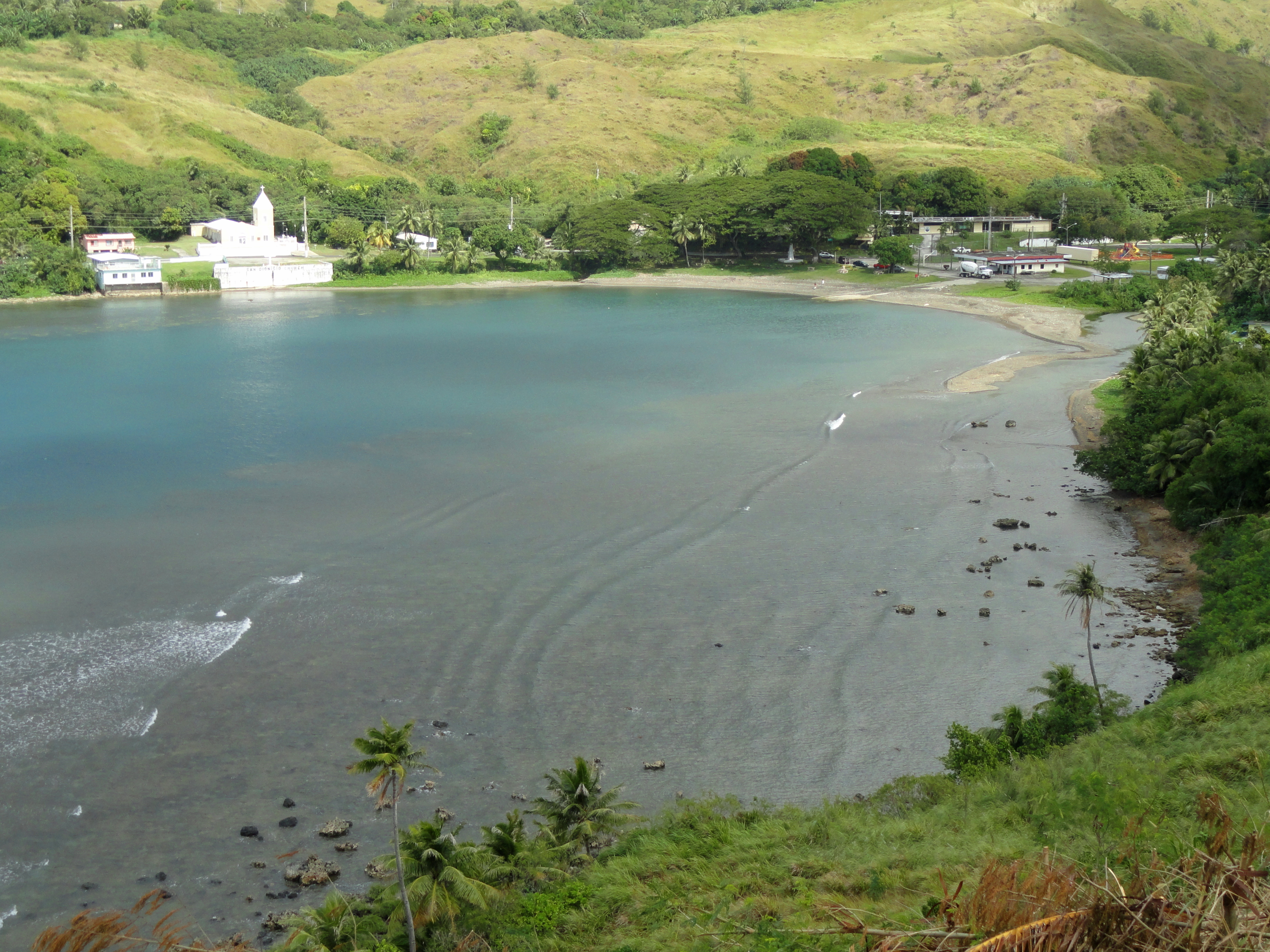

乌马塔克（Umatac）是美国在西太平洋的非合并建制属地关岛中的一座村庄，2010年人口782人。市长为约翰尼·奎纳塔。
关岛教育部服务该岛。
圣丽塔的南方中学服务该村。